# Kulturheim

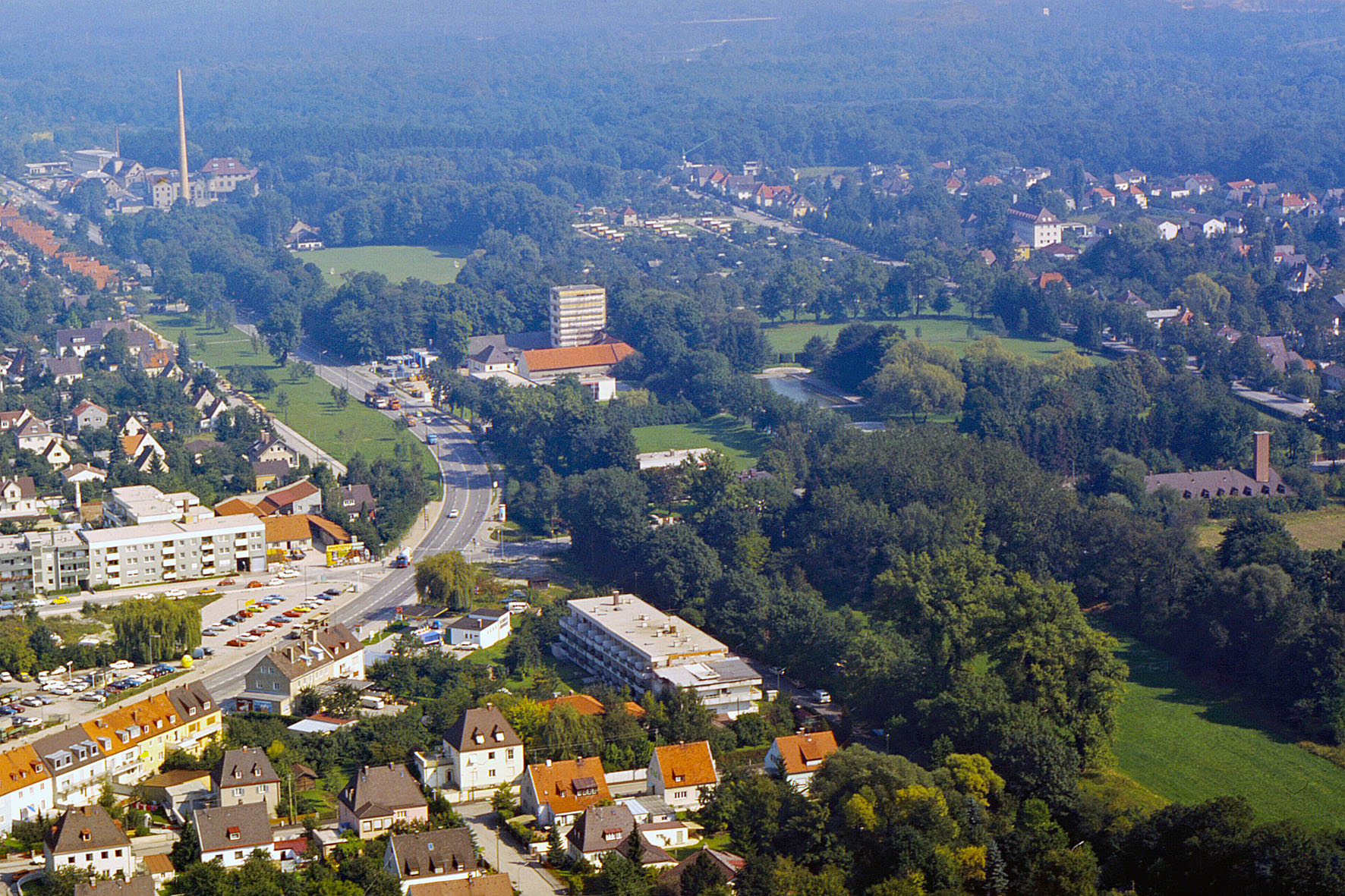
Foto von 1975: in der Mitte das heute nicht mehr existierende Floriansmühlbad, am rechten Bildrand die Wohngebäude Kulturheims

Kulturheim ist ein Münchner Stadtviertel im Stadtteil Freimann (Stadtbezirk 12 – Schwabing-Freimann). Erstmals erwähnt 1808 als Kultursheim (Cultursheim) geht sein Name auf die Kultivierung des Auenlandes zurück, um landwirtschaftlich nutzbare Flächen zu schaffen. Das „s“ im Namen wurde 1952 entfernt, da es grammatikalisch nicht begründet ist.

## Lage
Das Stadtviertel erstreckt sich entlang der Sondermeierstraße, östlich bis zur Isar und westlich bis zum Garchinger Mühlbach bzw. bis zur Freisinger Landstraße.

## Geschichte

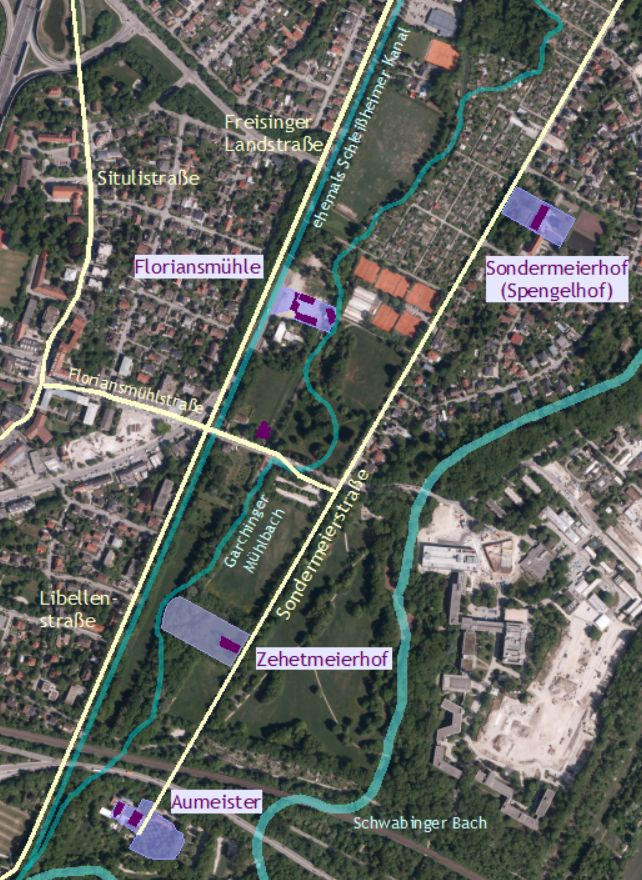
Lage der Höfe in Kulturheim im Jahre 1810 (im Hintergrund zum Vergleich eine Luftbildaufnahme von 2018); die Straßennamen entsprechen den heutigen Benennungen, der damalige Verlauf der Straßen ist in gelb eingezeichnet und entspricht nicht exakt dem heutigen Verlauf; die Bachverläufe (grün/cyan eingezeichnet) entsprechen ebenfalls den damaligen Verläufen, der Schleißheimer Kanal existiert heute nicht mehr an dieser Stelle; die ungefähre Lage der Höfe ist lila unterlegt, die Gebäude aus dem Katasterplan wurden in dunkellila hervorgehoben.

Die Flächen in den Auen der Isar dienten den Bauern der umliegenden Ortschaften als Weideland, zum Streusammeln und für die Beschaffung von Brenn- und Bauholz. Die kurfürstliche Forstkammer beschloss aber das Gebiet nördlich des Englischen Gartens zu kultivieren, um dort landwirtschaftlich nutzbare Flächen zu schaffen. 1803 versteigerte sie deswegen die parzellierten Grundstücke, die zunächst alle in den Besitz des Grafen von Oberndorf gingen, der sein bereits vor einigen Jahren erworbenes Gut Kleinlappen vergrößern wollte. Es entstanden darauf drei Höfe. In den folgenden Jahrzehnten wechselten immer wieder die Eigentumsverhältnisse. Es liegt deswegen die Vermutung nahe, dass sie für die Eigentümer als Spekulationsobjekte dienten. Zusammen mit dem Anwesen des Aumeisters bildeten der Zehetmeierhof, die Floriansmühle und der Sondermeierhof den neuen Freimanner Ortsteil Kultursheim. Die Namen der Höfe entwickelten sich freilich erst später. Am 1. Oktober 1931 wurde Kultursheim zusammen mit Freimann in die Stadt München eingemeindet.

### Floriansmühle
Zunächst als rein landwirtschaftlicher Betrieb auf dem Grundstück Kultursheim 3 (heute Floriansmühlstraße 23) gegründet, versuchten sich die jeweiligen Besitzer des Anwesens auch mit dem Betrieb einer Mühle sowie einer Gaststätte. In den ersten Jahrzehnten zeugen die häufigen Zwangsverkäufe davon, dass dies nicht sonderlich erfolgreich gelang. Erst als Johann Nepomuk Kiblbeck den Hof übernahm und dort 1895 eine Mahlmühle anmeldete, wurde der Betrieb erfolgreich. Das Ehepaar machte die Gastwirtschaft samt Biergarten zu einem beliebten Treffpunkt und nannte sie St. Floriansmühle. Sein Schwiegersohn Karl Kaltenbach erwarb 1917 das Anwesen. 1932 eröffnete er dort ein öffentliches Schwimmbad, das sich mit dem Wasser des naheliegenden Mühlbachs speiste, der in den Garchinger Mühlbach übergeht. Es bestand aus einem 160 m langen und 10 m breiten Schwimmbecken südlich der Mühlturbine, einem 100 m breiten und 10 m langen Wellenbad nördlich der Turbine und einem ausbetonierten 3000 m² großen Planschbecken östlich der Mühle (rechts vom Mühlbach). Das Familienbad Floriansmühle war bis 1989 beliebter Treffpunkt auch über die Grenzen Freimanns hinaus. Aus finanziellen Gründen, vor allem resultierend aus den gesteigerten behördlichen Auflagen, musste das Bad schließen. Das Grundstück wurde 1991 an die Bayerische Hypotheken- und Wechselbank verkauft, die dort ein Sportzentrum für ihre Mitarbeiter errichten wollte. Nach der Fusion mit der Vereinsbank zur HypoVereinsbank waren die Planungen überholt, da die Vereinsbank bereits ein firmeneigenes Sportzentrum am Tucherpark besaß. Immer wieder gab es Versuche einzelner Stadträte und des Bezirksausschusses Schwabing-Freimann das Bad wiederzueröffnen oder zumindest eine öffentliche Parkanlage mit Teichen zu verwirklichen. Die Bayerische Hausbau möchte dort allerdings eine Wohnanlage errichten mit angrenzenden Parkflächen und einem kleinen See. Die Flächen liegen noch immer brach, einzig das alte Kassenhäuschen steht noch.

### Sondermeierhof
Das ehemalige Anwesen in Kultursheim 4 (heute Ecke Sondermeierstraße/Zehetmeierstraße) ist nach der Familie Sondermeier benannt, die den Hof zwei Generationen lang führte. Später bezeichnet man den Sondermeierhof auch als Wackelburg, da er wirtschaftlich nicht erfolgreich war. Er wurde deshalb auch in den 1930er Jahren vom Waisenhausverein e.V. München aufgekauft und in ein Heim umgewandelt und trug fortan den Namen Spengelhof. In den 1920er Jahren entstand auf den zum ehemaligen Sondermeierhof gehörigen ehemaligen landwirtschaftlichen Flächen eine Villensiedlung, die auch Blütenau genannt wird. Auf dem Gelände des Anwesens befinden sich heute zwei Studentenwohnheime (Wohnheim EWV mit 49 möblierten Zimmern und Helmut-Kamm-Haus mit 127 möblierten Apartments), das Tillmann Kinder- und Jugendhaus, eine Jugendwohngruppe, ein Haus des Vereins für Internationale Jugendarbeit, sowie das Heilpädagogische Centrum Augustinum (HPCA).

### Zehetmeierhof
Der Zehetmeierhof in Kultursheim 2 lag zwischen dem Aumeister und dem Mühlenanwesen an der Sondermeierstraße. Nach häufigen Besitzerwechseln erwarb ihn 1851 der Münchner Kaufmann Georg Zehetmeier und bewirtschaftete ihn bis zu seinem Tod 1871. Im Jahr 1860 wurde er für drei Jahre zum Gemeindevorsteher von Freimann gewählt. Der Grund wurde an den sächsischen Regierungsrat Franz Junge verkauft, der zuvor für seinen Sohn auch schon das große Freimanner Wirtshaus (heutige Mohr-Villa) erwarb. 1885 ging der Zehetmeierhof wieder an die Familie Mohr, die den Hof weiterverpachtete, bis ihn 1941 die Reichsbahn erwarb. Nach einem Brand in den 1940er Jahren wurde er nicht mehr aufgebaut. Die Zehetmeierstraße in Freimann ist nach ihm benannt.

## Kulturheim heute
Neben den Wohngebieten gibt es weiterhin die Gaststätte Aumeister. Das Floriansmühlbad mit den dazugehörigen Gebäuden existiert nicht mehr. Das Gelände wurde 1991 von der Hypobank aufgekauft, die dort eine neue Wohnanlage errichten möchte. Im östlichen Teil befindet sich das Fernsehstudio Freimann des Bayerischen Fernsehens.